# Bunner-Gletscher
Der Bunner-Gletscher ist ein Gletscher an der Walgreen-Küste des westantarktischen Marie-Byrd-Lands. Im Nordosten der Bear-Halbinsel fließt er entlang der Gurnon-Halbinsel in die Amundsen-See.
Der United States Geological Survey kartierte ihn anhand eigener Vermessungen und Luftaufnahmen der United States Navy aus den Jahren von 1959 bis 1966. Das Advisory Committee on Antarctic Names benannte ihn 1967 nach Donald R. Bunner, Mitglied einer Lufteinheit der United States Army bei der Operation Deep Freeze der Jahre 1965 und 1966.